# دماغ بيني

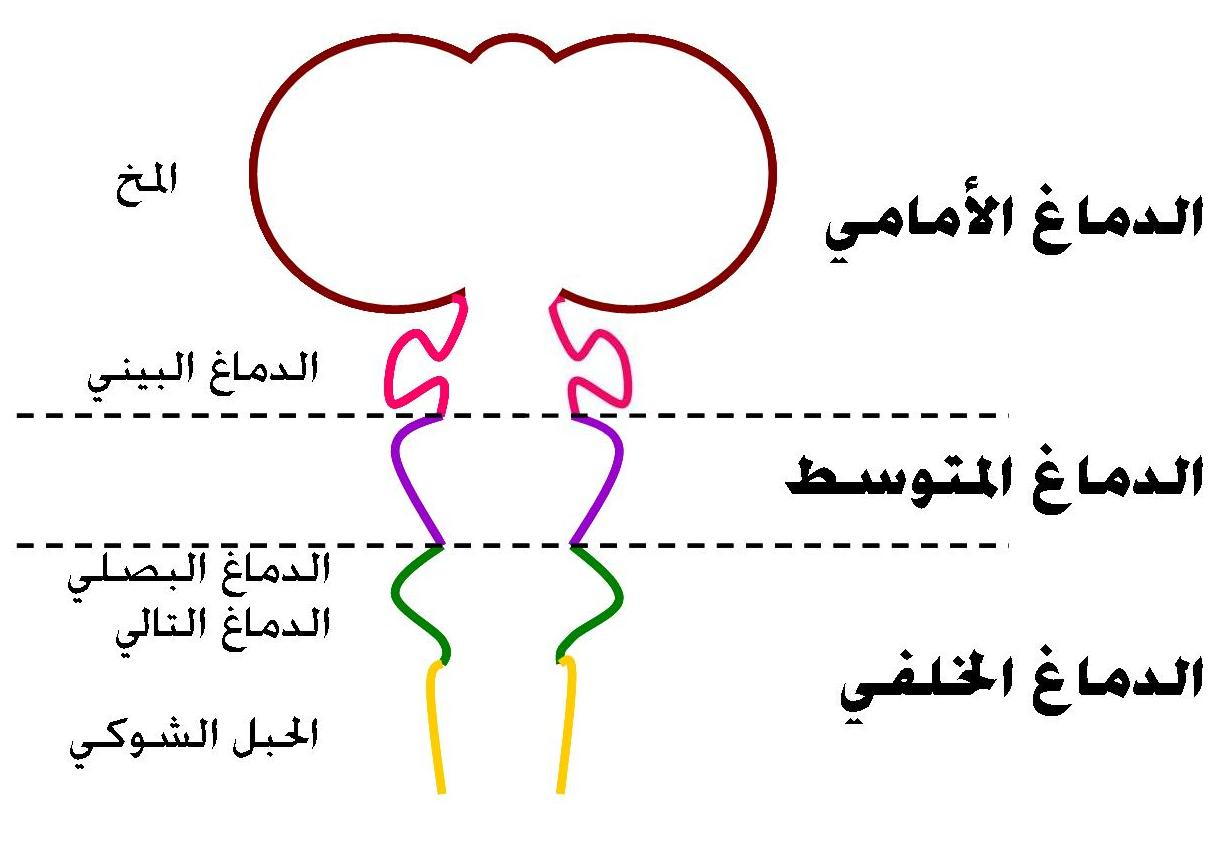
التكوين الجنيني للدماغ و يلاحظ الأقسام الرئيسية لدماغ الكائنات الفقارية

يعد الدماغ البيني (باللاتينية: Diencephalon) قسمًا من الدماغ الأمامي (الدماغ المقدم الجنيني)، ويقع بين الدماغ الانتهائي والدماغ المتوسط (الدماغ المتوسط الجنيني). يُعرف الدماغ البيني أيضًا باسم الدماغ الوسطي في المؤلفات القديمة. يتكون من بنىً تقع على جانبي البطين الثالث، منها المهاد وتحت المهاد وفوق المهاد والمهاد السفلي.
يعد الدماغ البيني أحد الحويصلات الرئيسية في الدماغ التي تشكلت أثناء التطور الجنيني. خلال الأسبوع الثالث من التطور، يتشكل أنبوب عصبي من الأديم الظاهر، وهو إحدى الطبقات المنتشة الأساسية الثلاث. يشكل الأنبوب ثلاث حويصلات رئيسية خلال الأسبوع الثالث من التطور: وهي الدماغ المقدم والدماغ المتوسط والدماغ الخلفي. ينقسم الدماغ المقدم تدريجيًا إلى الدماغ الانتهائي والدماغ البيني.

## البنية
يتكون الدماغ البيني من الهياكل التالية:
- المهاد
- تحت المهاد: ويشمل ذلك الغدة النخامية
- فوق المهاد: ويتألف من:
  - النوى المجاورة للبطين الأمامية والخلفية
  - النوى العنانية الإنسية والوحشية
  - السطر النخاعي المهادي
  - الصوار الخلفي
  - الغدة الصنوبرية
- تحت المهاد

### الاتصالات
يتصل العصب البصري (العصب القحفي الثاني) بالدماغ البيني. يعد العصب البصري عصبًا حسيًا (وارد) مسؤولًا عن الرؤية والبصر. يمتد من العين عبر القناة البصرية في الجمجمة ويتصل بالدماغ البيني. تشتق الشبكية نفسها من القديح البصري، وهو جزء من الدماغ البيني الجنيني.

## الوظيفة
يعد الدماغ البيني منطقة الأنبوب العصبي للفقاريات الجنينية التي تؤدي إلى تشكل بنى الدماغ الأمامي منها المهاد وتحت المهاد والجزء الخلفي من الغدة النخامية والغدة الصنوبرية. يحيط الدماغ البيني بتجويف يسمى البطين الثالث. يعمل المهاد مركزًا لنقل النبضات الحسية والحركية بين الحبل الشوكي والنخاع المستطيل والمخ. يتعرف المهاد على النبضات الحسية للحرارة والبرودة والألم والضغط وغير ذلك. تسمى أرضية البطين الثالث منطقة ما تحت المهاد. تقع فيها مراكز تحكم لضبط في حركة العين والاستجابات السمعية.
| جهاز عصبي مركزي | دماغ      | دماغ أمامي | الدماغ الانتهائي (المخ)                                                                  | دماغ شمي Rhinencephalon، أميغدالا = لوزة عصبية Amygdala، حصين، قشرة جديدة، بطينات جانبية | دماغ شمي Rhinencephalon، أميغدالا = لوزة عصبية Amygdala، حصين، قشرة جديدة، بطينات جانبية |
| جهاز عصبي مركزي | دماغ      | دماغ أمامي | دماغ بيني                                                                                | فوق المهاد، مهاد ، تحت المهاد , مهاد تحتاني ، غدة نخامية ، غدة صنوبرية ، البطين الثالث   | فوق المهاد، مهاد ، تحت المهاد , مهاد تحتاني ، غدة نخامية ، غدة صنوبرية ، البطين الثالث   |
| جهاز عصبي مركزي | دماغ      | دماغ متوسط | سقف (تشرح عصبي) Tectum، سويقة مخية Cerebral peduncle، برتيكتوم Pretectum، المسال الدماغي | سقف (تشرح عصبي) Tectum، سويقة مخية Cerebral peduncle، برتيكتوم Pretectum، المسال الدماغي |                                                                                          |
| جهاز عصبي مركزي | دماغ      | دماغ خلفي  | دماغ تالي                                                                                | المخيخ، الجسر                                                                            |                                                                                          |
| جهاز عصبي مركزي | دماغ      | دماغ خلفي  | دماغ بصلي                                                                                | النخاع المستطيل                                                                          |                                                                                          |
| جهاز عصبي مركزي | نخاع شوكي |            |                                                                                          |                                                                                          |                                                                                          |